# 2006년 칸 영화제
제59회 칸 영화제는 2006년 5월 17일부터 2006년 5월 28일까지 열린 영화제이다. 사회자는 뱅상 카셀이다.

## 수상

### 황금종려상
- 보리밭을 흔드는 바람 - 켄 로치 수상
- 부에노스 아이레스 1977 - 아드리안 카에타노
- 판의 미로 - 오필리아와 세 개의 열쇠 - 기예르모 델 토로
- 패스트푸드 국가 - 리처드 링클레이터
- 기후 - 누리 빌게 제일란
- 악어 - 난니 모레티
- 토착민 - 라시드 부샤렙
- 행진 중인 청춘 - 페드로 코스타
- 약자들의 이유 - 루카스 벨보
- 황혼의 빛 - 아키 카우리스마키
- 패밀리 프렌드 - 파올로 소렌티노
- 마리 앙투아네트 - 소피아 코폴라
- 내가 가수였을 때 - 자비에 지아놀리
- 샤를리에 따르면 (Selon Charlie) - 니콜 가르시아
- 남쪽 나라 이야기 - 리처드 켈리
- 여름 궁전 - 로예

### 심사위원대상
- 플랑드르 - 브루노 뒤몽 수상

### 감독상
- 바벨 - 알레한드로 곤잘레스 이냐리투 수상

### 각본상
- 귀향 - 페드로 알모도바르 수상

### 여우주연상
- 귀향 - 페넬로페 크루즈 수상
- 귀향 - 카르멘 마우라 수상
- 귀향 - 롤라 두에냐스 수상
- 귀향 - 블랑카 포르틸로 수상
- 귀향 - 요하나 코보 수상
- 귀향 - 커스 램프리브 수상

### 남우주연상
- 토착민 - 자멜 드보즈 수상
- 토착민 - 사미 나세리 수상
- 토착민 - 로쉬디 젬 수상
- 토착민 - 사미 부아질라 수상
- 토착민 - 베르나르드 블랑칸 수상

### 심사위원상
- 붉은 길 - 안드리아 아놀드 수상

### 특별 언급
- 콩트 드 카르티에 - 플로렌스 미아일레 수상

### 황금종려상 (단편)
- 스니퍼 - 바비 피어스 수상

### 심사위원상 (단편)
- 프리메라 니에브 - 파블로 아구에로 수상

### 황금카메라상
- 그때 거기 있었습니까? - 코르넬리우 포룸보이우 수상

### 감독주간
- 유레루 - 니시카와 미와
- 괴물 - 봉준호

### 주목할 만한 시선
- 용서받지 못한 자 - 윤종빈

### 비경쟁 장편
- 불편한 진실 - 데이비스 구겐하임
- 아비다 - 베누아 델핀 외
- 바마코 - 압델라만 씨사코
- 대박! 헐리우드의 대작과 초대작 - 빌 코터리
- 룸 666 - 빔 벤더스
- 지단, 21세기의 초상 - 필립 파레노
- 불타는 집 - 홀게르 에른스트
- 헷지 - 팀 존슨 외
- 트란실베니아 - 토니 갓리프
- 플라이트 93 - 폴 그린그래스
- 커튼 레이저 - 프랑소와 오종
- 볼레보 솔로 비베레 - 미모 칼로프레스티
- 워터 다이어리 - 제인 캠피온
- 스탠리의 여자친구 - 몬테 헬맨
- 프랭크 게리의 스케치 - 시드니 폴락
- 시다 - 가스파 노에
- 레퀴엠 포 빌리 더 키드 - 앤 페인실버
- 숏버스 - 존 카메론 미첼
- 누벨 찬스 - 안 퐁텐
- 기호들 - 유진 그린
- 나작 - 진-앙리 뮈니에르
- 실크 - 수 차오핑
- 흑사회 2 - 두기봉
- 이 소녀들 - 타하니 라체드
- 점원들 2 - 케빈 스미스
- 보이 온 갤러핑 호스 - 애덤 구진스키